# Елеонора Медічі
Елеонора Медічі (італ. Eleonora de' Medici; 28 лютого 1567, Флоренція — 9 вересня 1611, Мантуя) — флорентійська принцеса та дружина Вінченцо I Гонзага, герцога Мантуї.

## Життєпис
Походила з роду Медічі. Донька Франческо I Медічі, великого герцога Тосканського, та Йоганни Габсбург. У 1578 році втратила матір. У 1579 році батько відправив посольство до Мантуї з пропозицією видати Елеонору за сина герцога Гільєрмо Гонзаго, але вона не знайшла прихильності. У 1581 році виникла ідея видати заміж за спадкового принца герцогства Лотаринзького. Втім це призвело до союзу із Францією. Але Франческо Медічі не бажав поривати угоду з Іспанією, тому відмовився влаштовувати цей шлюб.
У 1582 році з ініціативою оженити свого сина виступив герцог Мантуї. Шлюб Елеонори з принцом Вінченцо Гонзага підтримала друга дружина великого герцога Тосканського — Б'янка Капелло. Перемовини щодо шлюбу тривали до 1584 року, коли 6 січня було укладено угоду, згідно якої посаг Елеонори склав 300 тис. золотих скудо. 29 квітня відбулося вінчання у Мантуї. Після цього молодята відвідали Венецію та Феррару. Поет Торквато Тассо на честь подружжя склав 3 сонети.
Окрім виховання дітей, Елеонора сприяла розвитку у Мантуї мелодрами, виробництва шовку, порцеляни та вовни, запрошуючи майстрів з Флоренції. Також займалася колекціонуванням картин та старовинних книг. Була покровителькою поета Тассо.
У 1589 році разом з чоловіком відвідала Флоренцію, де відбулося весілля її дядька Фердинандо I Медічі з Крістіною Лотаринзькою. Після повернення до Мантуї занурилася у родинні справи. При цьому герцог Вінченцо Гонзаго також довіряв політичні справи. У 1595 та 1597 роках виконувала обов'яки правительки під час відсутності чоловіка, який воював у складі імперської армії в Угорщині.
27 червня 1599 року перебирається до Флоренції, звідки супроводжувала свою сестру Марію до Франції, де мав відбутися шлюб з Генріхом IV, королем Франції. Сестри через Марсель та Ліон добралися до Парижу. Тут вона намагалася дістати політичну та фінансову підтримку для свого чоловіка. У 1601 році знову керував Мантуєю у відсутності Вінченцо Гонзага.
У 1606 році супроводжувала доньку Маргарет до Франції, де та вийшла заміж за Генріха II, герцога Лотаринзького. У 1607 році сприяла отриманню сином Фердинандом посади кардинала. У 1611 році Елеонору вдарив інсульт, від якого вона зрештою померла 9 вересня того ж року. Похована у церкві Святого Апостола Андрія Первозванного.

## Родина
Чоловік — Вінченцо I Гонзаго (1562—1612), герцог Мантуї та Монферра
Діти:
- Франческо (1586—1612), герцог Мантуї та Монферра у 1612 році.
- Фердінандо (1587—1626), кардинал, герцог Мантуї та Монферра у 1612—1626 роках.
- Гільєрмо Доменіко (1589—1591)
- Маргарита (1591—1632), дружина Генріха II, герцога Лотарингії
- Вінченцо (1594—1627), кардинал, герцог Мантуї у 1626—1627 роках.
- Елеонора (1598—1655), дружина Фердинанда II, імператор Священної Римської імперії